# Associazione Sportiva Giana Erminio 2014-2015
Questa voce raccoglie le informazioni riguardanti l'Associazione Sportiva Giana Erminio nelle competizioni ufficiali della stagione 2014-2015.

## Stagione
Dopo aver vinto il girone A della Serie D 2013-2014, la Giana Erminio accede per la prima volta nella sua storia ad un campionato professionistico: la Lega Pro, passata in questa stagione al formato della categoria unica. La dirigenza conferma in panchina Cesare Albè, al suo ventesimo anno nel ruolo di allenatore della prima squadra, e buona parte della rosa artefice della promozione dalla serie D ottenuta nel 2013-2014.
Data l'inadeguatezza strutturale dello stadio Comunale di Gorgonzola ad ospitare partite della terza lega, già nel mese di giugno 2014 vengono avviati i lavori di ristrutturazione ed ampliamento dell'impianto. Ciò costringe il sodalizio bianco-azzurro-nero a trasferire momentaneamente il proprio terreno di casa allo stadio Brianteo di Monza.
Nella Coppa Italia di Lega Pro la Giana parte dalla fase a gironi, in un triangolare contro Lumezzane e Pro Patria. I 3 punti conquistati (frutto di una vittoria e una sconfitta) non sono sufficienti per il passaggio del turno.
Il debutto in campionato, originariamente fissato per il 30 agosto contro il Vicenza, salta per il ripescaggio della squadra veneta in serie B. Tale gara verrà poi recuperata il 24 settembre contro l'Arezzo (a sua volta ripescato dalla serie D). La prima partita della Giana nel calcio professionistico si disputa pertanto il 5 settembre a Monza contro il Lumezzane, che viene sconfitto 2-0.
Il 20 marzo, la Commissione Criteri Infrastrutturali della FIGC, autorizza la Giana a ricominciare a giocare al Comunale di Gorgonzola a partire dalla gara interna di sabato 21 contro il Venezia, conclusasi sul punteggio di 0-0, davanti a oltre 2000 spettatori.
La squadra trascorre tutto il campionato nelle posizioni di bassa classifica, arrivando anche a rientrare in zona playout. Tuttavia, anche grazie alle penalizzazioni subìte da altre squadre, riesce ad ottenere la matematica salvezza con un turno d'anticipo sulla fine del campionato, il 1º maggio 2015, grazie alla vittoria esterna ottenuta a Bolzano contro il FC Südtirol.

## Divise e sponsor
Il fornitore tecnico per la stagione 2014-2015 è Erreà, mentre lo sponsor ufficiale è il Caseificio Bamonte (proprietà del presidente della squadra). La divisa principale presenta un motivo a strisce verticali bianco-azzurre, con inserti azzurri più ampi e bordati di nero su maniche e fianchi, pantaloncini e calzettoni bianchi. La seconda divisa è gialla, con profili blu, pantaloncini blu oppure gialli e calzettoni gialli. La terza divisa è completamente rossa, con colletto e profili bianchi, pantaloncini e calzettoni in tinta.
| Casa | Trasferta | Terza divisa |

## Organigramma societario
Area direttiva
- Presidente: Oreste Bamonte
- Vicepresidente: Luigi Bamonte
- Consiglieri: Rita Bamonte, Angelo Colombo
- Sindaco Unico: Nicola Papasodero

Area organizzativa
- Team manager: Giorgio Domaneschi
- Responsabile della gestione: Angelo Colombo
- Segretario generale: Pierangelo Manzi
- Responsabile arbitri: Fabio Della Corna

Area comunicazione e marketing
- Rapporti con la tifoseria: Matteo Motta
- Ufficio stampa: Federica Sala, Serena Scandolo
- Fotografo: Sandro Niboli

Area tecnica
- Allenatore: Cesare Albè
- Allenatore in seconda: Raul Bertarelli
- Preparatore atletico: Davide Cochetti
- Preparatore portieri: Augusto Rasori

Area sanitaria
- Fisioterapista: Mauro Bulla
- Responsabile sanitario: Stefano Rossi
- Medici sociali: Davide Mandelli, Marco Sala

Altri
- Responsabile arbitri: Fabio Della Corna
- Team manager: Giorgio Domaneschi
- Magazzinieri: Franco Galletti, Paolo Albé
- Lavanderia: Pinuccia Vicardi Cambié
- Responsabile del campo: Vincenzo Omati

## Rosa
Aggiornata al 27 gennaio 2015
| N. |                        | Ruolo | Calciatore               |
| -- | ---------------------- | ----- | ------------------------ |
|    | Italia (bandiera)      | P     | Andrea Ghislanzoni       |
|    | Italia (bandiera)      | P     | Alberto Paleari          |
|    | Inghilterra (bandiera) | P     | Pablo Sánchez            |
|    | Italia (bandiera)      | D     | Tommaso Augello          |
|    | Italia (bandiera)      | D     | Simone Bonalumi          |
|    | Italia (bandiera)      | D     | Andrea Montesano         |
|    | Italia (bandiera)      | D     | Simone Perico            |
|    | Italia (bandiera)      | D     | Tiziano Polenghi         |
|    | Italia (bandiera)      | D     | Matthias Solerio         |
|    | Italia (bandiera)      | D     | Alessandro Sosio         |
|    | Italia (bandiera)      | C     | Marco Biraghi (capitano) |

| N. |                   | Ruolo | Calciatore         |
| -- | ----------------- | ----- | ------------------ |
|    | Italia (bandiera) | C     | Nicolò Crotti      |
|    | Italia (bandiera) | C     | Luca Di Lauri      |
|    | Italia (bandiera) | C     | Matteo Marotta     |
|    | Italia (bandiera) | C     | Daniele Pinto      |
|    | Italia (bandiera) | C     | Riccardo Rossini   |
|    | Italia (bandiera) | A     | Andrea Gasbarroni  |
|    | Italia (bandiera) | A     | Fabio Perna        |
|    | Italia (bandiera) | A     | Giorgio Recino     |
|    | Italia (bandiera) | A     | Manuel Sarao       |
|    | Italia (bandiera) | A     | Davide Sinigaglia  |
|    | Italia (bandiera) | A     | Daniele Spiranelli |

## Calciomercato

### Sessione estiva(dal 1º/7 al 1º/9)
| Arrivi | Arrivi             | Arrivi           | Arrivi     |
| R.     | Nome               | da               | Modalità   |
| ------ | ------------------ | ---------------- | ---------- |
| P      | Andrea Ghislanzoni | Lecco            | definitivo |
| D      | Tommaso Augello    | Ponte San Pietro | definitivo |
| D      | Nicolò Crotti      | Ponte San Pietro | definitivo |
| D      | Andrea Montesano   | Borgosesia       | definitivo |
| D      | Simone Perico      | Ponte San Pietro | definitivo |
| C      | Luca Di Lauri      |                  | svincolato |
| C      | Daniele Pinto      |                  | svincolato |
| A      | Manuel Sarao       |                  | svincolato |

| Partenze | Partenze          | Partenze | Partenze   |
| R.       | Nome              | a        | Modalità   |
| -------- | ----------------- | -------- | ---------- |
| D        | Andrea Chiappella | Crema    | definitivo |
| D        | Alfio Torrisi     |          | definitivo |
| D        | Mirko Crociati    | Inter    | definitivo |
| C        | Luca Cavalleri    |          | definitivo |
| C        | Stefano Bergamini |          | definitivo |
| C        | Luca Cascino      |          | definitivo |
| A        | Marco Forbiti     | Cavenago | definitivo |
| A        | Paolo Levati      | Gessate  | definitivo |

### Sessione invernale(dal 5/1 al 2/2)
| Arrivi | Arrivi            | Arrivi        | Arrivi     |
| R.     | Nome              | da            | Modalità   |
| ------ | ----------------- | ------------- | ---------- |
| P      | Alberto Paleari   | Mantova       | definitivo |
| D      | Tiziano Polenghi  | Santarcangelo | definitivo |
| A      | Andrea Gasbarroni |               | svincolato |
| A      | Davide Sinigaglia | Reggiana      | prestito   |

| Partenze | Partenze     | Partenze  | Partenze   |
| R.       | Nome         | a         | Modalità   |
| -------- | ------------ | --------- | ---------- |
| A        | Manuel Sarao | Lumezzane | definitivo |

## Risultati

### Lega Pro

#### Girone di andata
| Arbitro: | Proietti (Terni) |

|                            |           |           |
| Millesi 72’ Bonvissuto 84’ | Marcatori | 16’ Perna |

| Arbitro: | Giua (Pisa) |

|                      |           |  |
| Perna 39’ Crotti 54’ | Marcatori |  |

| Arbitro: | Mantelli (Brescia) |

|                 |           |            |
| Pietribiasi 42’ | Marcatori | 45’ Perico |

| Arbitro: | Bichisecchi (Livorno) |

|  |           |                |
|  | Marcatori | 8’, 55’ Guazzo |

| Pordenone 20 settembre 2014, ore 14:30 CEST 5ª giornata | Pordenone                   | 0 – 0 referto | Giana Erminio | Stadio Ottavio Bottecchia (660 spett.)\| Arbitro: \| Valiante (Nocera Inferiore) \| |
| Arbitro:                                                | Valiante (Nocera Inferiore) |               |               |                                                                                     |

| Arbitro: | Pillitteri (Palermo) |

|           |           |  |
| Sarao 88’ | Marcatori |  |

| Arbitro: | Panarese (Lecce) |

|                        |           |  |
| Massoni 21’ Foglio 85’ | Marcatori |  |

| Arbitro: | Schirru (Nichelino) |

|                   |           |  |
| Recino 56’ (rig.) | Marcatori |  |

| Busto Arsizio 19 ottobre 2014, ore 12:30 CEST 9ª giornata | Pro Patria     | 0 – 0 referto | Giana Erminio | Stadio Carlo Speroni (893 spett.)\| Arbitro: \| Bertani (Pisa) \| |
| Arbitro:                                                  | Bertani (Pisa) |               |               |                                                                   |

| Arbitro: | Sassoli (Arezzo) |

|          |           |          |
| Perna 6’ | Marcatori | 7’ Bruno |

| Arbitro: | Viotti (Tivoli) |

|                         |           |                   |
| Marino 31’ Raimondi 52’ | Marcatori | 56’ (rig.) Recino |

| Arbitro: | Spinelli (Terni) |

|                                   |           |  |
| Solerio 49’ Rossini 81’ Sosio 89’ | Marcatori |  |

| Arbitro: | Capone (Palermo) |

|                                             |           |  |
| Perico 22’ (aut.) Ferretti 69’ Cogliati 82’ | Marcatori |  |

| Arbitro: | Fanton (Lodi) |

|  |           |                        |
|  | Marcatori | 19’ Said 81’ Zammarini |

| Arbitro: | Pietropaolo (Modena) |

|  |           |                             |
|  | Marcatori | 23’, 49’ Biraghi 40’ Recino |

| Arbitro: | Mastrodonato (Molfetta) |

|             |           |                         |
| Biraghi 90’ | Marcatori | 47’ González 60’ Vicari |

| Arbitro: | Piscopo (Imperia) |

|            |           |  |
| Romero 11’ | Marcatori |  |

| Arbitro: | Baroni (Firenze) |

|             |           |  |
| Rossini 63’ | Marcatori |  |

| Cremona 6 gennaio 2015, ore 17:00 CET 19ª giornata | Cremonese               | 0 – 0 referto | Giana Erminio | Stadio Giovanni Zini (3 211 spett.)\| Arbitro: \| Guarino (Caltanissetta) \| |
| Arbitro:                                           | Guarino (Caltanissetta) |               |               |                                                                              |

#### Girone di ritorno
| Arbitro: | Zanonato (Vicenza) |

|  |           |                                             |
|  | Marcatori | 42’ Pisani 62’ Cucciniello 85’ (rig.) Erpen |

| Lumezzane 17 gennaio 2015, ore 14:30 CET 21ª giornata | Lumezzane          | 0 – 0 referto | Giana Erminio | Stadio Tullio Saleri (300 spett.)\| Arbitro: \| Giovani (Grosseto) \| |
| Arbitro:                                              | Giovani (Grosseto) |               |               |                                                                       |

| Arbitro: | Marinelli (Tivoli) |

|                |           |                              |
| Spiranelli 78’ | Marcatori | 65’ Semenzato 66’ Pietribasi |

| Arbitro: | Andreini (Forlì) |

|             |           |  |
| Rantier 39’ | Marcatori |  |

| Arbitro: | Serra (Torino) |

|                            |           |  |
| Gasbarroni 26’ Solerio 57’ | Marcatori |  |

| Arbitro: | Luciano (Lamezia Terme) |

|          |           |  |
| Ganz 27’ | Marcatori |  |

| Arbitro: | Schirru (Nichelino) |

|                           |           |            |
| Sinigaglia 1’ Rossini 52’ | Marcatori | 57’ Uliano |

| Sassari 28 febbraio 2015, ore 14:30 CET 27ª giornata | Torres            | 0 – 0 referto | Giana Erminio | Stadio Vanni Sanna (600 spett.)\| Arbitro: \| Capraro (Cassino) \| |
| Arbitro:                                             | Capraro (Cassino) |               |               |                                                                    |

| Arbitro: | Rossi (Rovigo) |

|                   |           |                          |
| Crotti 59’ (rig.) | Marcatori | 21’ (rig.), 75’ Serafini |

| Arbitro: | Boggi (Salerno) |

|           |           |                                           |
| Bruno 44’ | Marcatori | 20’ Sinigaglia 40’ Rossini 64’ Spiranelli |

| Gorgonzola 21 marzo 2015, ore 19:30 CET 30ª giornata | Giana Erminio    | 0 – 0 referto | Venezia | Stadio comunale (1 699 spett.)\| Arbitro: \| Strippoli (Bari) \| |
| Arbitro:                                             | Strippoli (Bari) |               |         |                                                                  |

| Arbitro: | Rasia (Bassano del Grappa) |

|            |           |  |
| Iovine 57’ | Marcatori |  |

| Gorgonzola 28 marzo 2015, ore 17:00 CET 32ª giornata | Giana Erminio           | 0 – 0 referto | Pavia | Stadio comunale (1 831 spett.)\| Arbitro: \| Paolini (Ascoli Piceno) \| |
| Arbitro:                                             | Paolini (Ascoli Piceno) |               |       |                                                                         |

| Arbitro: | Massimi (Termoli) |

|            |           |                        |
| Beleck 61’ | Marcatori | 30’ Rossini 78’ Perico |

| Arbitro: | Lanza (Nichelino) |

|                                           |           |                             |
| Marotta 29’ Gasbarroni 51’ Sinigaglia 88’ | Marcatori | 73’ Spinelli 78’ Bradaschia |

| Arbitro: | Guccini (Albano Laziale) |

|                   |           |  |
| González 58’, 79’ | Marcatori |  |

| Arbitro: | Fiorini (Frosinone) |

|  |           |            |
|  | Marcatori | 24’ Cavion |

| Arbitro: | Robilotta (Sala Consilina) |

|  |           |                        |
|  | Marcatori | 38’ Rossini 55’ Perico |

| Arbitro: | Sprezzola (Mestre) |

|  |           |                                               |
|  | Marcatori | 46’ Gambaretti 54’ Brighenti 84’ (aut.) Perna |

### Coppa Italia Lega Pro

#### Fase a gironi
| Arbitro: | Amabile (Vicenza) |

|                     |           |  |
| Djibi 46’ Alimi 62’ | Marcatori |  |

| Arbitro: | Massimi (Termoli) |

|                                    |           |             |
| Marotta 17’ Bonalumi 29’ Perna 68’ | Marcatori | 75’ Terrani |

## Statistiche

### Statistiche di squadra
| Competizione          | Punti | In casa | In casa | In casa | In casa | In casa | In casa | In trasferta | In trasferta | In trasferta | In trasferta | In trasferta | In trasferta | Totale | Totale | Totale | Totale | Totale | Totale | DR |
| Competizione          | Punti | G       | V       | N       | P       | Gf      | Gs      | G            | V            | N            | P            | Gf           | Gs           | G      | V      | N      | P      | Gf     | Gs     | DR |
| --------------------- | ----- | ------- | ------- | ------- | ------- | ------- | ------- | ------------ | ------------ | ------------ | ------------ | ------------ | ------------ | ------ | ------ | ------ | ------ | ------ | ------ | -- |
| Lega Pro              | 45    | 19      | 8       | 3       | 8       | 19      | 21      | 19           | 4            | 6            | 9            | 13           | 18           | 38     | 12     | 9      | 17     | 32     | 39     | -7 |
| Coppa Italia Lega Pro | -     | 1       | 1       | 0       | 0       | 3       | 1       | 1            | 0            | 0            | 1            | 0            | 2            | 2      | 1      | 0      | 1      | 3      | 3      | 0  |
| Totale                | -     | 20      | 9       | 3       | 8       | 22      | 22      | 20           | 4            | 6            | 10           | 13           | 20           | 40     | 13     | 9      | 18     | 35     | 42     | -7 |

### Andamento in campionato
| Giornata  | 1  | 2 | 3 | 4  | 5  | 6  | 7  | 8  | 9  | 10 | 11 | 12 | 13 | 14 | 15 | 16 | 17 | 18 | 19 | 20 | 21 | 22 | 23 | 24 | 25 | 26 | 27 | 28 | 29 | 30 | 31 | 32 | 33 | 34 | 35 | 36 | 37 | 38 |
| --------- | -- | - | - | -- | -- | -- | -- | -- | -- | -- | -- | -- | -- | -- | -- | -- | -- | -- | -- | -- | -- | -- | -- | -- | -- | -- | -- | -- | -- | -- | -- | -- | -- | -- | -- | -- | -- | -- |
| Luogo     | T  | C | T | C  | T  | C  | T  | C  | T  | C  | T  | C  | T  | C  | T  | C  | T  | C  | T  | C  | T  | C  | T  | C  | T  | C  | T  | C  | T  | C  | T  | C  | T  | C  | T  | C  | T  | C  |
| Risultato | P  | V | N | P  | N  | V  | P  | V  | N  | N  | P  | V  | P  | P  | V  | P  | P  | V  | N  | P  | N  | P  | P  | V  | P  | V  | N  | P  | V  | N  | P  | N  | V  | V  | P  | P  | V  | P  |
| Posizione | 15 | 5 | 5 | 12 | 11 | 13 | 14 | 10 | 13 | 11 | 14 | 11 | 11 | 13 | 12 | 13 | 15 | 14 | 15 | 16 | 16 | 16 | 16 | 16 | 16 | 16 | 16 | 16 | 16 | 16 | 16 | 15 | 14 | 12 | 14 | 14 | 13 | 14 |

Legenda:

Luogo: C = Casa; T = Trasferta. Risultato: V = Vittoria; N = Pareggio; P = Sconfitta.

## Giovanili

### Organigramma societario
Area direttiva
- Responsabile settore giovanile: Enrico Albé

Staff tecnico squadra Berretti
- Allenatore: Luca Balestri
- Allenatore in seconda: Luca Corti
- Preparatore atletico: Niccolò Legnani
- Preparatore portieri: Augusto Rasori
- Massofisioterapista: Franco Giombelli
- Massaggiatore: Ezio Ursillo
- Dirigente accompagnatore: Mauro Fumagalli

Staff tecnico squadra Allievi Nazionali
- Allenatore: Mauro Bonomi
- Allenatore in seconda: Marco Galleani
- Preparatore atletico: Andrea Rivoltella
- Preparatore dei portieri: Michael Maccalli
- Dirigenti accompagnatori: Marco Galleani, Andrea Rivoltella

Staff tecnico squadra Giovanissimi Nazionali
- Allenatore: Luciano La Camera
- Allenatore in seconda: Luca Agnusdei
- Preparatore atletico: Matteo Castelnovo
- Preparatore portieri: Mauro Mantegazza
- Dirigente accompagnatore: Giorgio Morale

Attività di base
- Organizzate in collaborazione con la società A.S.D. Tritium Calcio 1908 di Trezzo sull'Adda.